# Maytenus erythrocarpa
Maytenus erythrocarpa är en benvedsväxtart som beskrevs av Henry Hurd Rusby. Maytenus erythrocarpa ingår i släktet Maytenus och familjen Celastraceae. Inga underarter finns listade.